# Thera latens
Thera latens là một loài bướm đêm trong họ Geometridae.